# Żółty szlak turystyczny Starachowice – Iłża
 Żółty szlak turystyczny Starachowice – Iłża – szlak turystyczny na terenie Gór Świętokrzyskich.

## Przebieg szlaku
| Odległość | Atrakcje                                                 | Punkt                      | Skrzyżowania szlaków |
| --------- | -------------------------------------------------------- | -------------------------- | -------------------- |
| 0,0 km    | zabytek · zabytek techniki · kościół · cmentarz żydowski | Starachowice Zachodnie PKP |                      |
| 8,0 km    |                                                          | Lipie szkoła PKS           |                      |
| 13,0 km   |                                                          | Zębiec PKS                 |                      |
| 14,5 km   |                                                          | Piotrowe Pole PKS          |                      |
|           |                                                          | Błaziny Górne PKS          |                      |
| 25,0 km   |                                                          | Kotlarka-Budy PKS          |                      |
| 30,0 km   | zamek · kościół                                          | Iłża PKS                   |                      |

## Galeria

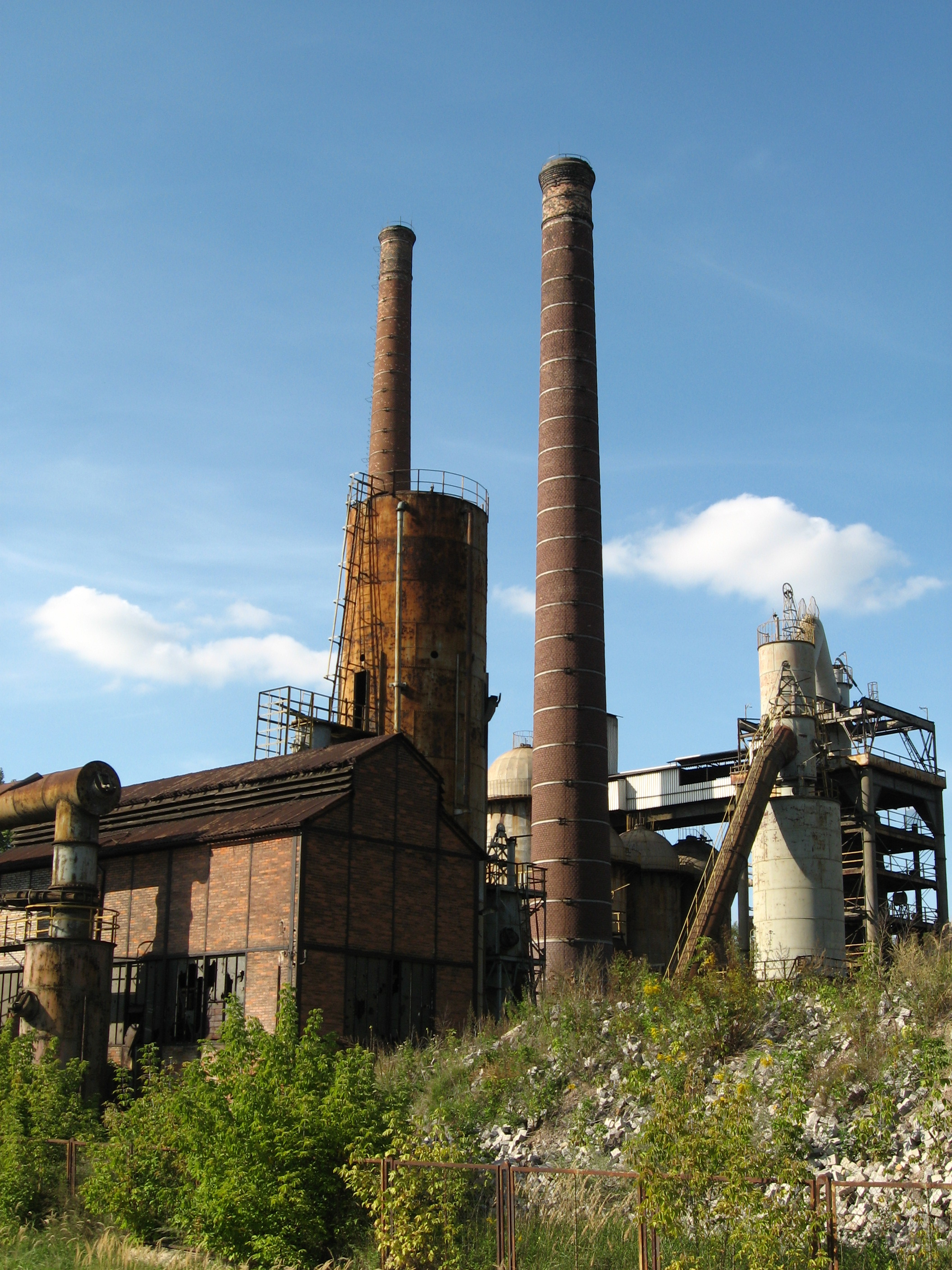
Wielki piec w Starachowicach
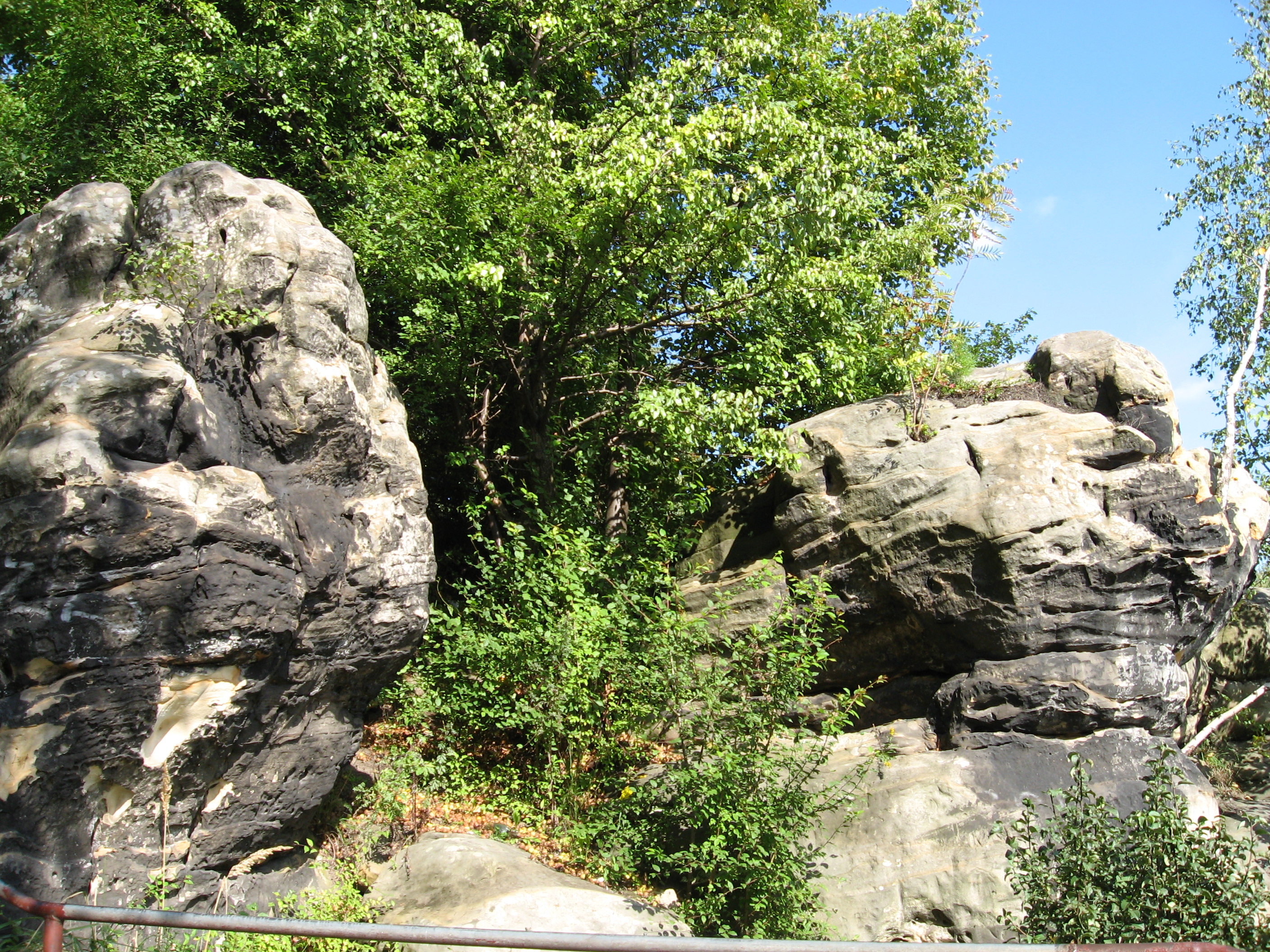
Odsłonięcie geologiczne przy Al. Armii Krajowej w Starachowicach
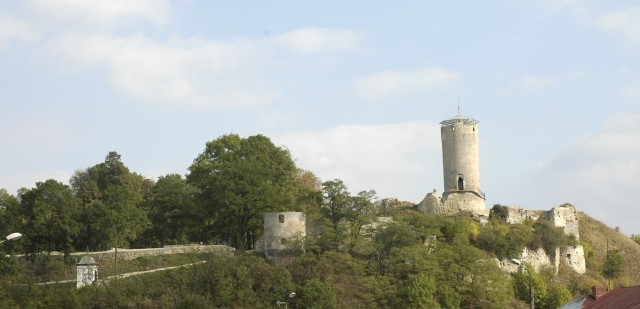
Zamek w Iłży